# Gorenji Radenci
Gorenji Radenci este o localitate din comuna Črnomelj, Slovenia, cu o populație de 24 de locuitori.